# Viacom (2005—2019)
Друге втілення Viacom Inc. (Viacom або стилізоване під VIACOM; абревіатура Video & Audio Communications) — була американським багатонаціональним конгломератом засобів масової інформації, цікавиться, головним чином, кіно і телебаченням, який був сформований як виділення першого Viacom 31 грудня 2005 року. Це була одна з двох компаній, яка стала наступником першої Viacom, поряд з корпорацією CBS; обидва належали National Amusements, театральній компанії, підконтрольній бізнесмену Самнеру Редстоуну. Поділ був побудований таким чином, що корпорація CBS стала правонаступницею першої Viacom, а друга Viacom була повністю відокремленою компанією.
Другий Viacom включав Viacom Media Networks та Paramount Pictures, через які він експлуатував приблизно 170 мереж і досяг приблизно 700 мільйона передплатників приблизно в 160 країнах і зростав. Корпорація CBS зберегла ефірне мовлення, телевізійне виробництво, послуги з передплати на телебачення та видавничі активи, які раніше належали першому Viacom. Другий Viacom був дев'ятою за величиною медіа-компанією у світі за рівнем доходу, головний офіс якої знаходився в One Astor Plaza у центрі Манхеттена, штат Нью-Йорк.
Друге злиття між Viacom та CBS Corporation, що створило об'єднану компанію ViacomCBS, було оголошено 13 серпня 2019 року; злиття було завершено 4 грудня 2019 року.

## Історія

### Ранні роки
У березні 2005 року перший Viacom оголосив про плани вивчити варіант поділу компанії на дві публічно торгувані компанії через стагнацію ціни акцій та суперництво між Лесом Мунвесом і Томом Фрестоном, давніми керівниками CBS та MTV Networks, відповідно. Крім того, компанія зіткнулися з проблемами після того, як MTV було заборонено проводити будь-яких більше Супер Боул Halftime шоу після Super Bowl Тайм Показати протиріччя в 2004 році.
Після відходу Мела Кармазіна в 2004 році Самнер Редстоун, який працював головою та виконавчим директором, вирішив розділити кабінети президента та оперативного директора між Мунвесом та Фрестоном. Найближчим часом Редстоун мав вийти на пенсію, і розкол розглядався як творче рішення у справі заміни його. Він також мав на меті забезпечити альтернативні інвестиції, які були б більш привабливими для інвесторів: одна — великий грошовий потік, компанія з меншим зростанням, яка могла б дозволити собі виплатити значні дивіденди, а інша — зростаюча компанія, яка мала б більші інвестиційні можливості, а отже, не очікується виплата дивідендів.
Другий Viacom був створений і очолюваний Фрестоном. Він складається з BET Networks, MTV Networks та Paramount Pictures.

### 2000-ті
У червні 2005 року компанія Viacom оголосила про придбання Neopets, віртуального вебсайту для домашніх тварин а також GameTrailers, GoCityKids та iFilm. Того грудня компанія Paramount оголосила про придбання компанії DreamWorks Pictures. Все вказувало на те, що весь DreamWorks — як кінокомедії, так і телевізійні студії, хоча і не архів DreamWorks (який був проданий групі під керівництвом Джорджа Сороса в березні 2006 року), ані анімаційний блок (який не був частиною угоди) — залишиться у власності Viacom, хоча CBS придбала телевізійну студію Paramount.
У лютому 2006 року компанія Paramount завершила придбання DreamWorks. 24 квітня Viacom отримав Xfire. У серпні Viacom оголосив, що придбав Atom Entertainment за 200 мільйонів дол. У вересні Viacom придбав розробника ігор Harmonix за 175  мільйонів дол.
У лютому 2007 року Viacom наказав видалити захищені авторським правом відеокліпи зі служби обміну відео (відеохостинг) YouTube із причин авторських прав. 21 лютого Viacom публічно оголосив, що запропонує безкоштовний онлайн-доступ до своїх матеріалів через дистриб'ютора Кремнієвої долини Joost.
21 травня 2007 року компанія Viacom уклала 50–50 спільних підприємств з індійською медіа-компанією Network 18, щоб сформувати Viacom 18, у якому будуть розміщені існуючі канали Viacom в Індії: MTV, VH1 та Nickelodeon, а також кінобізнес Біллівуда Network 18. Все майбутнє зміст Viacom для Індії і нових підприємств, таких як хінді розважального канал і кіноканалу хінді буде розміщено в цьому спільному підприємстві.
19 грудня 2007 року Viacom підписав п'ятирічний 500- мільйонний контракт з Microsoft, який включав обмін вмістом та рекламу. Угода дозволила корпорації Майкрософт ліцензувати багато шоу від кабельних телевізійних та кіностудій, що належать Viacom, для використання на Xbox Live та MSN. Угода також зробила Viacom бажаним партнером-видавцем для розробки та розповсюдження казуальних ігор через MSN та Windows. Що стосується рекламної сторони угоди, відділ розміщення реклами Atlas від Microsoft став ексклюзивним постачальником раніше непроданих рекламних матеріалів на вебсайтах, що належать Viacom. Крім того, корпорація Майкрософт придбала велику кількість реклами у трансляціях та мережах, що належать компанії Viacom. Нарешті, Microsoft також співпрацюватиме над рекламними акціями та спонсорством для MTV та BET-шоу, двох кабельних мереж, що належать Viacom.
4 грудня 2008 року Viacom оголосив про звільнення 850 співробітників, або 7 % своєї робочої сили. Наприкінці року Time Warner Cable (разом із партнером Bright House Networks) та MTV Networks від Viacom не змогли домовитись про відновлення жодного каналу Viacom після кінця року. Діяльність Time Warner Cable включає Нью-Йорк та Лос-Анджелес, а Bright House включає ринки Тампа-Бей та Орландо, обидва з 20 найбільших ринків. Цього затемнення вдалося уникнути, коли незабаром після опівночі 1 січня 2009 року було досягнуто нульової години.
7 грудня 2009 року Viacom продала свою частку в MTV Brasil Grupo Abril разом із правами на бренд. Деталі угоди не розголошуються.

### 2010-ті
У лютому 2011 року Hulu та Viacom оголосили про повернення The Hull Show з Джоном Стюартом та The Colbert Report до Hulu, а також шоу з бібліотеки Viacom. Шоу Nickelodeon не є частиною цієї угоди. Того ж місяця Viacom став співвласником Rainbow Srl, італійської телевізійної студії, найвідомішої за франшизою Winx. З моменту придбання мережі Viacom Nickelodeon транслювали шоу Rainbow по всьому світу. Американські студії Nickelodeon також співпрацювали з Rainbow у кількох постановках, включаючи Winx та Club 57.
Пізніше, у жовтні 2011 року, Viacom придбав мажоритарний пакет акцій Bellator Fighting Championships. Spike TV розпочав ефір Bellator у 2013 році, після того, як права на бібліотеку UFC (Ultimate Fighting Championship) закінчились у 2012 році.
1 грудня 2011 року компанія припинила торгівлю на Нью-Йоркській фондовій біржі (NYSE) і замість цього розпочала лістинг своїх цінних паперів на Nasdaq. Символи біржових бірж ті самі, що використовувались, коли компанія перебувала на NYSE.
10 липня 2012 р. Під час переговорів про контракт щодо підвищення тарифів на операторські послуги американського провайдера супутникового телебачення керівники DirecTV звернулися до Viacom з новою пропозицією та проханням продовжити трансляцію 17 телевізійних мереж Viacom (включаючи Nickelodeon, MTV, Logo та Comedy центральний) під час переговорів, але не отримав жодної відповіді і, таким чином, Viacom припинила передачу на DirecTV в 20 мільйона передплатників. 11 липня, у відповідь на відповідь DirecTV, яка рекомендує своїм абонентам переглядати оригінальні програми із постраждалих мереж в Інтернеті, Viacom зменшив доступ до останніх епізодів вмісту програм, що належать Viacom, доступних на вебсайтах своїх мереж. Viacom описав це як «тимчасовий збиток» до укладення нової угоди про перевезення з DirecTV. Viacom і DirecTV досягли домовленості 20 липня про повернення перерваного програмування. У 2012 році генеральний директор Філіп Дауман почав повідомляти про наміри Viacom об'єднати минуле програмування та зробити його доступним на замовлення за допомогою таких служб, як Hulu.
22 січня 2014 року Viacom створив відділ маркетингу, Viacom Velocity.
1 квітня 2014 Cable One видалив 15 каналів, що належать Viacom (MTV, VH1, Nickelodeon і TV Land), після того як дві компанії не змогли домовитись. Канали замінили іншими мережами, включаючи BBC America, Sprout, Sundance TV, IFC, Investigation Discovery, TV One, CMP/ TV, National Geographic Channel та TheBlaze. Зміна визнана постійною.
1 травня 2014 року Viacom оголосив, що погодився взяти на себе британську телекомпанію Channel 5 від Northern & Shell, медіагрупи, що належить британському видавцю газет Річарду Десмонду. Viacom стає першою американською медіа-компанією, яка взяла на себе британську телерадіокомпанію з повноваженнями державної служби. Покупка 5 каналу закрилася 10 вересня 2014 р.
1 жовтня 2014 року компанія Suddenlink Communications видалила канали, що належать Viacom, після того, як дві компанії не змогли домовитись. Канали замінили іншими мережами, включаючи Sprout, FXX, Pivot, Uplifting Entertainment, Investigation Discovery, Oprah Winfrey Network, Women's Entertainment та TheBlaze.
20 серпня 2016 року було досягнуто врегулювання між Самнером і Шарі Редстоун та Філіппом Доуманом, за яким він подав у відставку з посади головного виконавчого директора і був замінений Томасом Е. Дулі як тимчасовий генеральний директор. Дауман продовжуватиме виконувати обов'язки голови до 13 вересня. 25 травня 2017 року канали Viacom повернулися до Suddenlink після майже 3 років відсутності.
У листопаді 2016 року Viacom придбав аргентинську телевізійну мережу Telefe. У грудні 2016 року правління Viacom призначило Боба Бекіша виконувачем обов'язків генерального директора. Його призначення на посаду президента та генерального директора було призначено постійним 12 грудня 2016 р.
У листопаді 2017 року Viacom оголосила про відкриття нового підрозділу цифрового контенту під назвою Viacom Digital Studios. Компанія найняла колишнього головного бізнесмена AwesomenessTV Келлі Дей для керівництва студією. День розпочав свої обов'язки 20 листопада. У лютому 2018 року Viacom оголосила про свої плани придбати Інтернет-відеоконференцію VidCon, намагаючись охопити молодіжну аудиторію (подібно до каналів Viacom Nickelodeon та MTV).
У тому ж місяці Viacom оголосив, що запустить офіційну послугу потокового передавання Viacom восени 2018 року, в рамках чергових спроб Bakish відновити діяльність компанії. Ця послуга потокового передавання підтримуватиме рекламу (подібно до Hulu) і, як очікується, включатиме телевізійні серіали від Viacom Media Networks, які не були доступні на інших сервісах, таких як Hulu або Amazon Prime Video. Бейкіш заявив, що послуга потокового передавання послужить «доповненням» до OTT MVPD, а не заміною.
У квітні 2018 року компанія Viacom провела свою першу презентацію на щорічному Digital Content NewFronts, де анонсувала новий оригінальний контент для таких сайтів, як Facebook, Twitter та Snapchat. Вони також оголосили про розширення VidCon до Лондона в 2019 році на тій же конференції.
25 липня 2018 року компанія Viacom оголосила, що веде переговори про придбання AwesomenessTV за частку 650 мільйонів доларів (оцінка компанії у 2016 році). Через два дні, 27 липня, Viacom офіційно придбав компанію за 25 мільйонів доларів, Джордан Левін залишить свою посаду генерального директора AwesomenessTV після придбання. У січні 2019 року було оголошено, що Viacom придбав послугу потокового телебачення в Інтернеті Pluto TV за 340 доларів мільйонів

#### Угода про повторне злиття з CBS
29 вересня 2016 року компанія National Amusements направила лист Viacom та CBS Corporation, у якому закликала дві компанії злитися назад в одну компанію. 12 грудня угода була скасована.
12 січня 2018 р. CNBC повідомив, що Viacom знову вступив у переговори щодо злиття в CBS Corporation після планування злиття AT&T з Time Warner, а також пропонованого Діснеєм придбання більшості активів 21st Century Fox та жорсткої конкуренції з боку компаній такі як Netflix та Amazon. Незабаром після цього з'явилася інформація, що об'єднана компанія може бути заручником для придбання кіностудії Lionsgate. Viacom і Lionsgate були зацікавлені у придбанні компанії Weinstein після звинувачень у сексуальному насильстві проти Харві Вайнштейна. Viacom значився одним із 22 потенційних покупців, які були зацікавлені у придбанні TWC. Вони програли заявку, і 1 березня 2018 року було оголошено, що Марія Контрерас-Світ придбає всі активи TWC за 500 доларів мільйонів
30 березня 2018 р. CBS зробила пропозицію акцій, дещо нижчу від ринкової вартості Viacom, і наполягала на тому, щоб її існуюче керівництво, включаючи давнього голову та генерального директора Les Moonves, контролювало повторно об'єднану компанію. Viacom відхилив пропозицію як занадто низьку, вимагаючи збільшення на 2,8 мільярдів дол., і просячи, щоб Боб Бейкіш залишався президентом та виконавчим директором при Moonves. Повідомлялося, що ці конфлікти були наслідком того, що Шарі Редстоун прагнула отримати більше контролю над CBS та її керівництвом.
Врешті-решт, 14 травня 2018 року корпорація CBS подала позов проти материнської компанії National Amusements і материнської компанії Viacom та звинуватила Редстоун у зловживанні своєю виборчою владою в компанії та в примусовому злитті, яке не підтримали CBS або Viacom. CBS також звинуватила Redstone у перешкоджанні Verizon Communications купувати його, що могло б бути корисно для його акціонерів.
23 травня 2018 року Лес Мунвес заявив, що вважає канали Viacom «альбатросом», і хоча він віддає перевагу більшому вмісту для CBS All Access, він вважає, що для CBS є вигідніші пропозиції, ніж угода Viacom, наприклад, Metro -Goldwyn-Mayer, Lionsgate або Sony Pictures. Мунвес також вважав Бакіша загрозою, оскільки він не хотів союзника Редстоуна як члена правління об'єднаної компанії.
9 вересня 2018 року Мунвес залишив CBS після звинувачення дванадцяти жінок у сексуальному насильстві. National Amusements погодились не пропонувати злиття CBS-Viacom принаймні протягом двох років після дати врегулювання.
30 травня 2019 року CNBC повідомив, що CBS і Viacom вивчать обговорення питань злиття в середині червня 2019 року. Рада директорів CBS була оновлена з людьми, які були відкриті до злиття. Повторне злиття стало можливим завдяки відставці Moonves (яка виступала проти всіх спроб злиття Viacom). Переговори розпочалися після чуток про придбання CBS Starz у Lionsgate. Згідно з повідомленнями, CBS і Viacom, як повідомляється, визначили 8 серпня неформальним терміном досягнення згоди щодо рекомбінації двох медіакомпаній. CBS оголосила про придбання Viacom в рамках угоди про повторне злиття на суму до 15,4 млрд.
2 серпня 2019 року повідомлялося, що CBS і Viacom домовились про злиття в одне ціле. Обидві компанії дійшли згоди щодо керівної команди для її злиття з Бакішем, який виконував обов'язки генерального директора об'єднаної компанії та президента та виконуючого обов'язки генерального директора CBS, оскільки Джозеф Янніелло контролює активи під брендом CBS. Однак 7 серпня 2019 року як CBS, так і Viacom відклали оголошення про злиття, оскільки дві компанії звітували про квартальний прибуток, хоча переговори про повторне злиття тривають.
13 серпня CBS та Viacom офіційно оголосили про злиття; CBS придбає Viacom і змінить свою назву на ViacomCBS. Бейкіш стане президентом і генеральним директором ViacomCBS, а Янніелло буде головою та генеральним директором CBS, де він буде контролювати активи, що мають марку CBS. Шарі Редстоун також буде головою нової компанії. 29 жовтня 2019 року компанія National Amusements затвердила угоду про повторне злиття та очікувала, що закриє угоду на початку грудня, коли рекомбінована компанія торгуватиме своїми акціями на Nasdaq під символами «VIAC» та «VIACA». 4 грудня угода була завершена.

## Скарги щодо авторських прав на YouTube
У лютому 2007 року компанія Viacom надіслала понад 100 000 повідомлень про видалення Закону про захист авторських прав у цифрову епоху на вебсайт YouTube для обміну відео. З 100 000 повідомлень під егідою порушення авторських прав було вилучено приблизно 60–70 відео, які не порушують авторських прав.
13 березня 2007 року компанія Viacom подала судовий позов на 1 мільярд дол. США (Viacom International Inc. v. YouTube, Inc.) проти Google і YouTube, які заявляють про масове порушення авторських прав, стверджуючи, що користувачі часто завантажували захищений авторським правом матеріал на YouTube — достатньо, щоб призвести до збільшення прибутку для Viacom та збільшення доходу від реклами на YouTube. У скарзі стверджувалося, що майже 160 000 несанкціонованих кліпів програм Viacom були доступні на YouTube і що ці кліпи були переглянуті разом понад 1,5 мільярди разів.
У липні 2008 року справа породила суперечки, коли окружний суддя Луїс Стентон постановив, що YouTube зобов'язаний передавати дані, що деталізують звички перегляду кожного користувача, який коли-небудь дивився відео на сайті. Суддя Стентон відхилив прохання Viacom про передачу YouTube вихідного коду своєї пошукової системи, заявивши, що цей код є комерційною таємницею. Пізніше Google і Viacom домовились дозволити Google анонімізувати всі дані, перш ніж передавати їх Viacom.
23 червня 2010 р. Суддя Стентон виніс рішення на користь Google у клопотанні про скорочення судового рішення, визнавши, що Google захищається положеннями Закону про захист авторських прав у цифрову епоху, незважаючи на докази навмисного порушення авторських прав. Viacom заявив про намір оскаржити рішення.
5 квітня 2012 року рішення було скасовано Апеляційним судом США для другого округу. Пишучи для колегії з двох суддів (оскільки суддя Роджер Майнер загинув під час розгляду справи) Другого округу, суддя Хосе А. Кабранес дійшов висновку, що «розумне журі могло виявити, що YouTube фактично знав або знав про конкретну порушувальну діяльність щодо його вебсайту». Ерік Голдман, професор юридичної школи Університету Санта-Клари, висловив занепокоєння тим, що постанова негативно вплине на стартапи, зробивши їх «кращими» для зняття новин або контенту, побоюючись, що це не буде зроблено проти їх постачальниками вмісту".
18 квітня 2013 р. Суддя Стентон виніс черговий наказ про ухвалення короткого рішення на користь YouTube. Було розпочато апеляційне оскарження, але за тиждень до того, як сторони мали з'явитись у 2-му окружному апеляційному суді США, було оголошено врегулювання, і повідомлялося, що гроші не змінилися. Відтоді Viacom та їхня дочірня компанія B_Viacom самостійно видаляли відео або блокували країни.

## Viacom International
Як і перший Viacom, другий Viacom володів Viacom International, який відомий як офіційний власник авторських прав, пов'язаних з корпоративним вебсайтом Viacom та його кабельними мережами. Тепер цей підрозділ володіє правами на більшість фільмів Елвіса Преслі, створених для Paramount Pictures, таких як Блакитні Гаваї та Кінг Креоль.
Він також продовжує зосереджуватись на власних виробництвах, створених для різних мереж (MTV, VH1, Nickelodeon), навіть компанія зараз працює під парасолькою ViacomCBS.

## Корпоративне управління
Попередньою радою директорів Viacom були Джордж С. Абрамс, Девід Андельман, Джозеф Каліфано-молодший, Вільям Коен, Філіп Доман, Алан К. Грінберг, Чарльз Філліпс, Шарі Редстоун, Самнер Редстоун, Фредерік Салерно, Вільям Шварц і Роберт Д. Вальтер.
Після розколу Viacom/CBS до складу комітету Viacom входили Джордж С. Абрамс, Філіп Доман, Томас Е. Дулі, Елен В. Футтер, Роберт Крафт, Алан Грінберг, Чарльз Філліпс, Самнер Редстоун (голова), Шарі Редстоун, Фредерік Салерно та Вільям Шварц. Станом на 2010 рік до складу Ради входили Джордж Абрамс, Філіп Доман, Томас Е. Дулі, Алан Грінберг, Роберт Крафт, Блайт Макгарві, Боб Бейкіш, Чарльз Філліпс, Шарі Е. Редстоун, Самнер Редстоун, Фредерік Салерно та Вільям Шварц.